# ボンジュ〜ル!おめめちゃん
ボンジュ〜ル!おめめちゃんは、TOKYO MXにて2011年4月3日から同年の9月25日まで放送されたバラエティ番組である。

## 概要
「マダムシンコのスイーツドリーマー」の放送終了から約4ヶ月、新たな川村信子の冠番組。
番組コンセプトは笑顔と幸福のスイートタイム!。関西を中心に展開している大人気洋菓子店『マダムシンコ』の会長川村信子が中心となり、お喋りや料理などを行う番組。
2011年7月より番組のリニューアルがされた。以前まではスタジオ収録でゲストを呼び、トークを繰り広げていたが、7月からは出演者3人が大阪の街にロケに行く形式となった。

## 出演者
- 川村信子（マダムシンコ）
- 川村幸治
- 梅田淳

## ゲスト
- 第1・2・3回 亀田興毅（2011年4月3日・4月10日・4月17日）
- 第4・5・6回 保阪尚希（2011年4月24日・5月1日・5月8日）
- 第7・8回 　 角田信朗（2011年5月15日・5月22日）
- 第9回　　　 多田悦子・安藤麻里（2011年5月29日）